# Jeen-Yuhs: A Kanye Trilogy
Jeen-Yuhs: A Kanye Trilogy (kurz auch Jeen-Yuhs) ist ein Dokumentarfilm von Clarence „Coodie“ Simmons und Chike Ozah, der Ende Januar 2022 beim Sundance Film Festival seine Premiere feierte. Die Filmbiografie beschäftigt sich mit dem US-amerikanischen Rapper und Musikproduzenten Kanye West, der seit 2021 Ye genannt wird.

## Inhalt
Der Film porträtiert mit bislang unveröffentlichtem Archivmaterial den Rapper und Musikproduzenten Kanye West und deckt dabei zwei Jahrzehnte seines Lebens und seiner Karriere ab.

## Produktion
Regie führten Clarence „Coodie“ Simmons und Chike Ozah, bekannt auch als Coodie & Chike. Simmons und Ozah führten in der Vergangenheit bei mehreren von Kanyes Musikvideos Regie, unter anderem seinen ersten. Simmons lernte Kanye zu Beginn seiner Karriere in einem Friseursalon kennen. Er hatte nach eigenen Aussagen 267 Stunden Filmmaterial sortiert, das im Laufe der Jahre aufgenommen wurde, auf das er sich während der Coronavirus-bedingten Lockdowns konzentrieren konnte.
Erste Vorstellungen des Films erfolgen ab dem 23. Januar 2022 beim Sundance Film Festival. Bereits im Dezember 2021 sicherte sich Netflix die Rechte. Der Streamingdienst will den Film am 16. Februar 2022 in sein Programm aufnehmen.